# Kalma
No folclore finlandês, Kalma é uma abstração ou uma personificação da morte ou do túmulo. A palavra kalma significa "um túmulo, o cheiro de um cadáver, um cadáver". Tem cognatos noutras línguas urálicas. Nas línguas samoiedas, kolmu ou halmer significa "cadáver" ou "o espírito de uma pessoa morta". Nas línguas mordóvicas, kalma ou kalmo significa "sepultura".